# Igława (rzeka)
Igława (czes. Jihlava, niem. Iglau) – rzeka w Czechach o długości 184,5 km i powierzchni zlewni 3117 km², przepływająca przez dwie krainy historyczne: Czechy właściwe i Morawy.
Pierwsze wzmianki o Igławie (Giglaua) zanotowano już w 1197 r. Nazwa oznacza jeża (niem. „igel”) lub igłę, może pochodzić także od celtyckiego „Uig” (potok).
Uchodzi do rzeki Svratki (dorzecze Dunaju) przed zespołem zapór wodnych w Novych Mlynach. W środkowym odcinku rzeki znajduje się zapora wodna Dalešice. Część biegu Igławy stanowi historyczną granicę, pomiędzy dwiema czeskimi krainami historycznymi: Czechami właściwymi i Morawami.

## Galeria

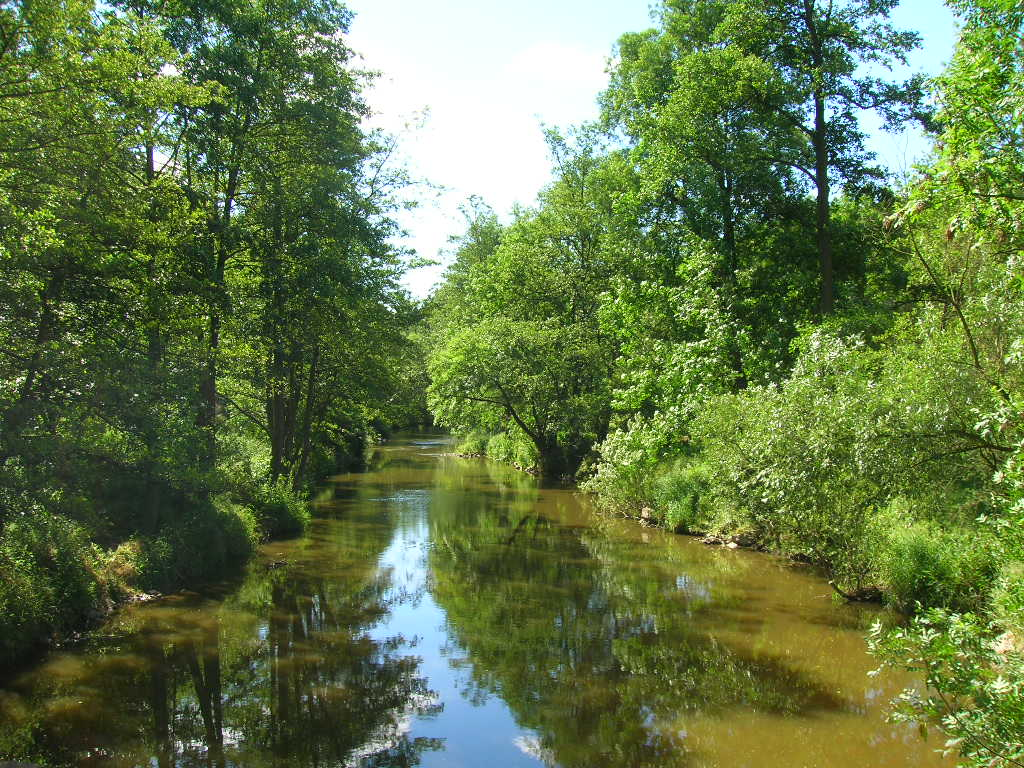
Koło wsi Sokolí
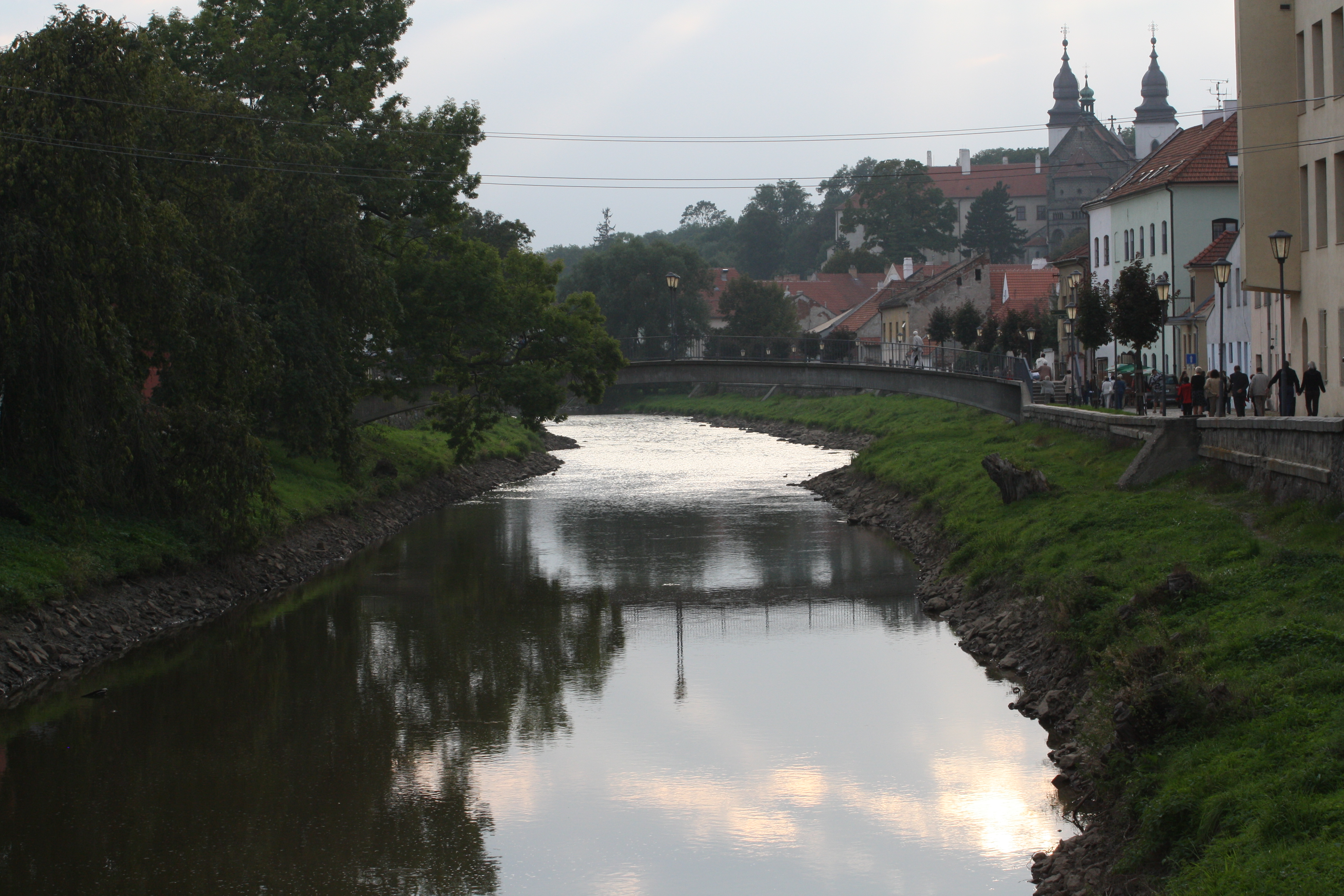
Kładka w mieście Třebíč
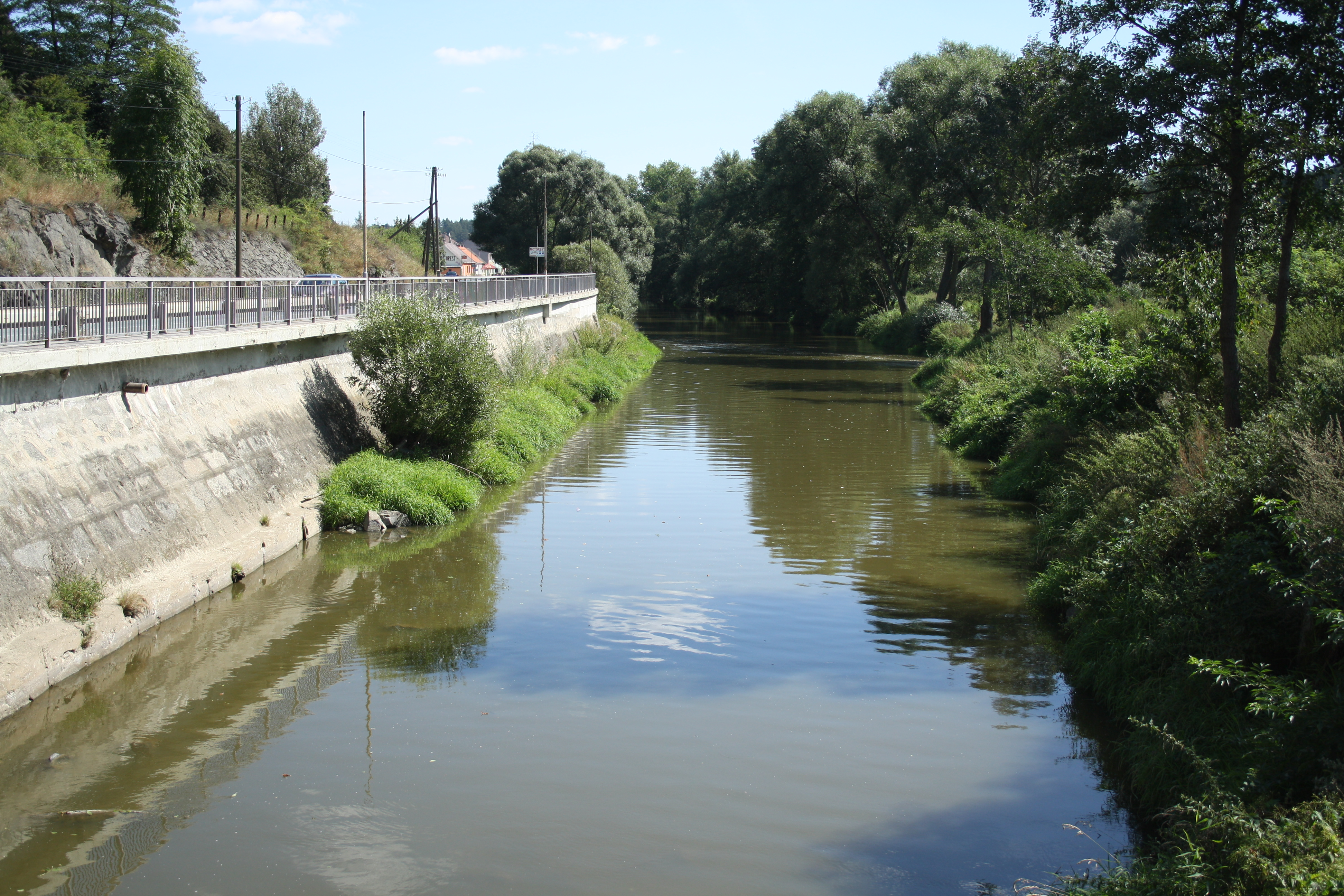
Rzeka we Vladislavie
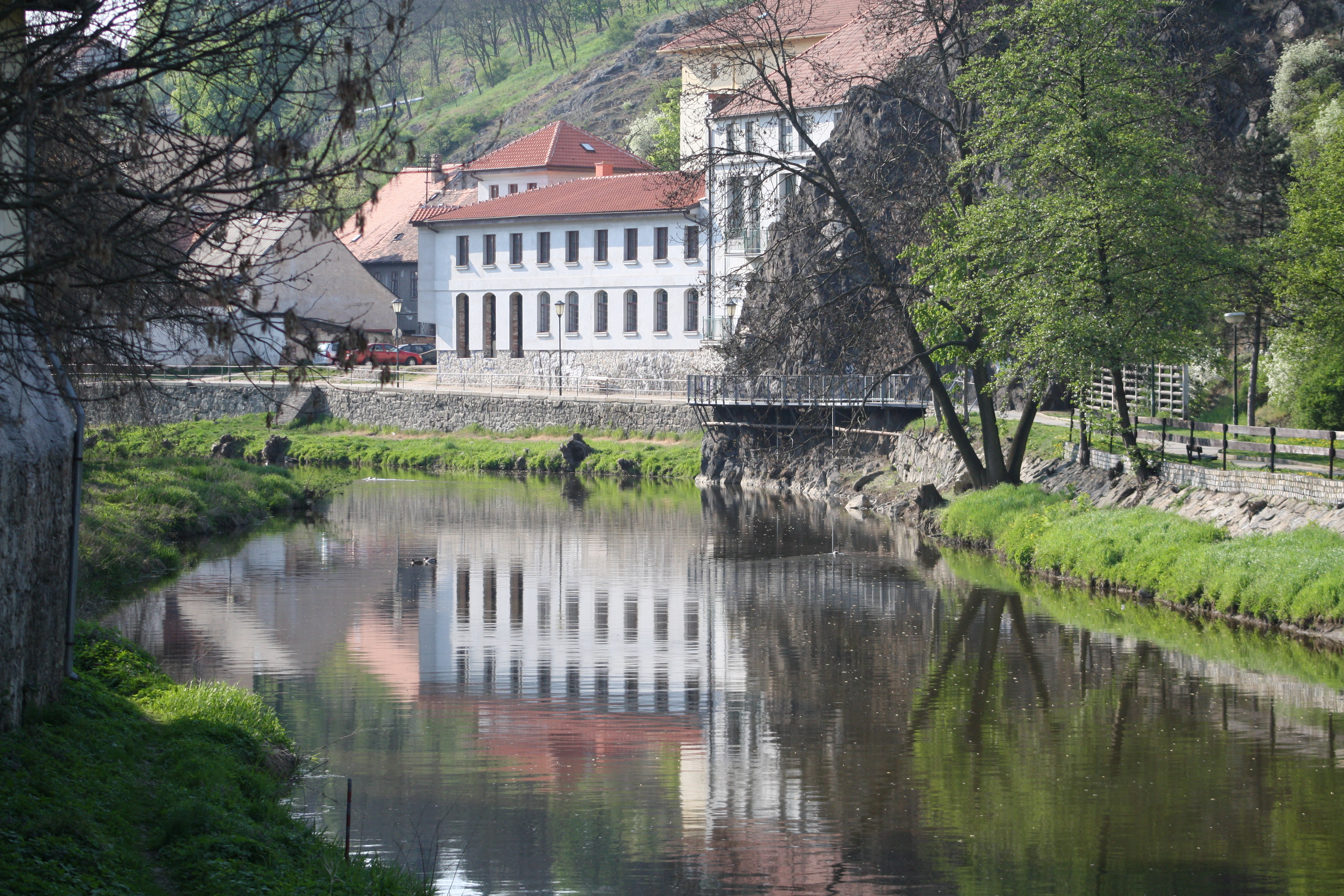
Koło ogrodu Hasska w Třebíču
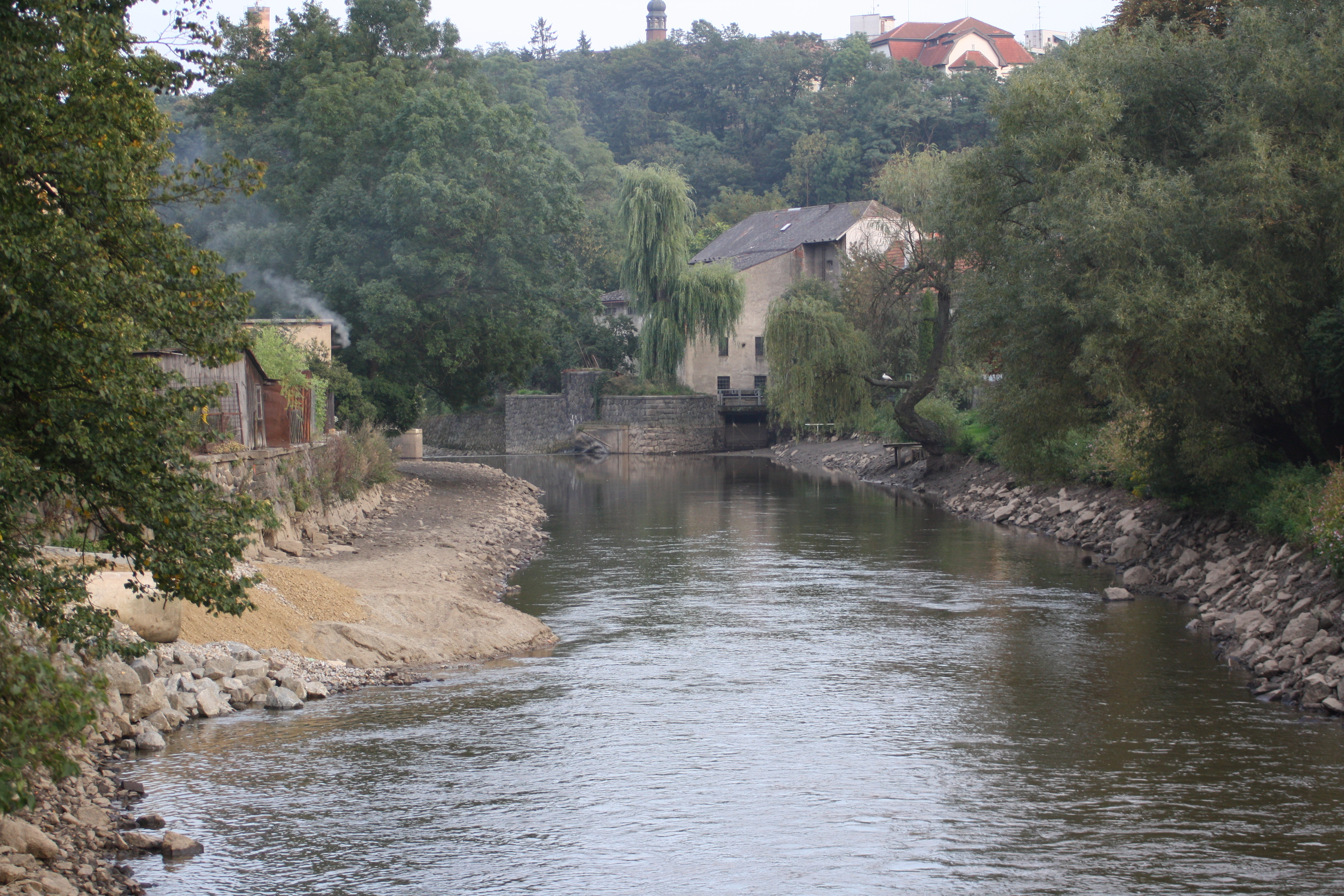
Przy murze przeciwpowodziowym
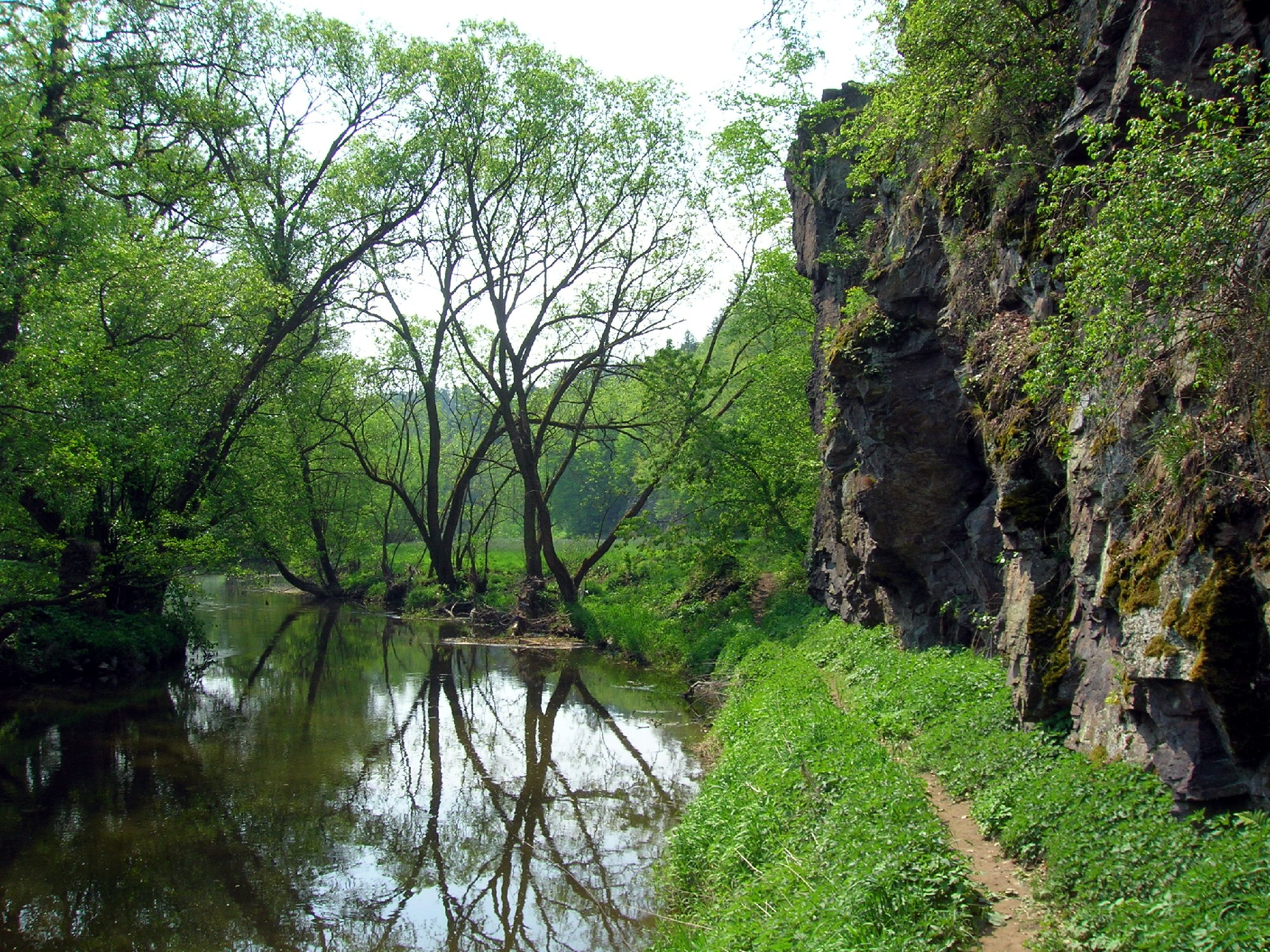
Koło wsi Přibyslavice